# Фйорано-Канавезе
Фйорано-Канавезе (італ. Fiorano Canavese, п'єм. Fioran) — муніципалітет в Італії, у регіоні П'ємонт,  метрополійне місто Турин.
Фйорано-Канавезе розташоване на відстані близько 550 км на північний захід від Рима, 50 км на північ від Турина.
Населення — 818 осіб (2014).
Покровитель — San Dalmazzo.

## Демографія
Населення за роками:

Станом на 1 січня 2023 року в муніципалітеті офіційно проживали 32 іноземці з 13 країн, серед них 5 громадян країн Євросоюзу.

## Сусідні муніципалітети
- Аліче-Суперіоре
- Банкетте
- Івреа
- Лессоло
- Лоранце
- Луньякко
- Монтальто-Дора
- Салерано-Канавезе
- Самоне